# シャウト・アット・ザ・デヴィル
『シャウト・アット・ザ・デヴィル』 (Shout At The Devil) は、モトリー・クルーが1983年にリリースした2枚目のアルバム。

## 概要
シングルカットされた「ルックス・ザット・キル」「恋をするには若すぎる」のほか、ライブでの定番である表題曲「シャウト・アット・ザ・デヴィル」や「レッド・ホット」、ビートルズのカバー「ヘルター・スケルター」などを収録した、モトリー・クルー初期を代表するアルバムである。
オリジナルのアルバム・ジャケットでは黒字に赤い逆ペンタグラムが描かれていたが、アルバムタイトルともども「悪魔主義者」と批判されたため、CD化の際にメンバー4人の写真に差し替えられた。
1998年、2003年におけるレーベル移籍の際にボーナストラック、エンハンスド・ビデオトラックが追加収録された。
2023年10月27日には、アルバム発売40周年を記念して、アルバム本編の新規リマスター音源を収録したCD、アナログ盤、カセットテープ、デモ音源集『Shout At The Demos & Rarities』（アナログ盤）、「Too Young To Fall In Love」と「Looks That Kill」の7インチ・アナログシングルなどが同梱されたボックスセット『Shout At The Devil (40th Anniversary Super Deluxe Edition)』が発売された。

## 収録曲
1. イン・ザ・ビギニング - In The Beginning [1:13]
Words / Music: Nikki Sixx, Geoff Workman
2. シャウト・アット・ザ・デヴィル - Shout At The Devil [3:16]
Words / Music: Sixx
3. ルックス・ザット・キル - Looks That Kill [4:07]
Words / Music: Sixx
4. バスタード - Bastard [2:54]
Words / Music: Sixx
5. 聖なる野獣 - God Bless The Children Of The Beast [1:33]
Words / Music: MIck Mars
6. ヘルター・スケルター - Helter-Skelter [3:09]
Words / Music: John Lennon, Paul McCartney
7. レッド・ホット - Red Hot [2:20]
Words / Music: Mars, Vince Neil, Sixx
8. 恋をするには若すぎる - Too Young To Fall In Love [3:34]
Words / Music: Sixx
9. ノッケン・デッド、キッド - Knock'em Dead,Kid [3:40]
Words / Music: Neil, Sixx
10. テン・セコンズ・トゥ・ラヴ - Ten Seconds To Love [4:17]
Words / Music: Neil, Sixx
11. デインジャー - Danger [4:44]
Words / Music: Mars, Neil, Sixx
12. シャウト・アット・ザ・デヴィル（デモ） - Shout At The Devil (Demo) [3:18] ＊ボーナストラック
Words / Music: Sixx
13. ルックス・ザット・キル（デモ） - Looks That Kill (Demo) [5:06] ＊ボーナストラック
Words / Music: Sixx
14. ホッター・ザン・ヘル（デモ） - Hotter Than Hell (Demo) [2:49] ＊ボーナストラック
Words / Music: Sixx
15. アイ・ウィル・サヴァイヴ - I Will Survive [3:19] ＊ボーナストラック
Words / Music: Mars, Sixx
16. 恋をするには若すぎる（デモ） - Too Young To Fall In Love (Demo) [3:03] ＊ボーナストラック
Words / Music: Sixx
17. ルックス・ザット・キル - Looks That Kill ＊エンハンスド・ビデオトラック

## 参加ミュージシャン
- ヴィンス・ニール (Vince Neil) - ボーカル
- ミック・マーズ (Mick Mars) - ギター
- ニッキー・シックス (Nikki Sixx) - ベース
- トミー・リー (Tommy Lee) - ドラム